# 勇者斗恶龙II 恶灵的众神
《勇者斗恶龙II 恶灵的众神》（官方副标题译为）是由Chunsoft开发，艾尼克斯（现史克威尔艾尼克斯）于1987年在日本FC游戏机上发行的电子角色扮演游戏；游戏是勇者斗恶龙系列的第二部作品。北美版由艾尼克斯自行英文化，并于1990年在以“Dragon Warrior II”为题发行。
游戏故事设定于前作100年以后，并以罗雷西亚王子为主人公，讲述了他消灭毁灭蒙布尔克城的邪恶大神官的故事。和主人公一起的冒险的还有两个兄妹，撒玛多利亚王子和蒙布尔克公主。游戏继承并发展了第一作的游戏模式，包括扩大的世界地图，出现了乘船航行和用旅之门异地传送等不同的移动方式。
《勇者斗恶龙II》在日本获得了成功，FC版在日本出货约240万套，“勇斗现象”的说法由此产生。游戏之后又在超级任天堂、Game Boy Color、移动电话等多个平台推出了重制版。此外游戏被改编为游戏书和小说等。系列第三作《勇者鬥惡龍III 接著邁向傳說》发行于1988年。《勇者斗恶龙III》是前两部游戏的前传，讲述了这两作主角的祖先——传说勇者洛特——的故事，三部游戏被合称为“洛特的传说三部曲”。

## 游戏性

图为游戏的战斗界面，在战斗中玩家将面对多组敌人

《勇者斗恶龙II》是一款角色扮演游戏。在游戏中玩家将控制他的队员在游戏世界中移动，并可调查宝箱、和村民谈话或交易、装备武器和防具，以及发动咒文。《勇者斗恶龙II》允许玩家控制一名以上的角色，这也是首部采用此设定的勇者斗恶龙游戏。游戏引入了伙伴系统，但并不像当时的电脑角色扮演游戏那样，在游戏开始时就让玩家控制整个队伍；在游戏开始时，玩家只能控制一个角色，随着游戏的逐步推进，玩家将可以控制更多的队员。游戏一共有三名玩家角色，每个角色都有各自的特性，主人公罗雷西亚王子是一名不会咒文的纯战士，萨玛多利亚王子是能力平衡的魔法战士，蒙布尔克公主是一名魔法师，这些不同能力的角色提高了游戏的策略性。
在平原、塔、洞窟、海或迷宫中移动时，玩家将会和随机遇到的敌人作战。相较于初代《勇者斗恶龙》一对一的战斗模式，本作引入了成组出现的怪物。游戏的战斗为第一人称回合制，战斗每一回合开始前，玩家将通过菜单为各个角色下达攻击、发动咒文、使用道具或是逃跑指令。攻击命令的目标以组为单位选择，玩家只能指定角色攻击某一组敌人，而该角色会随机攻击此组敌人中的一个。系列从本作开始加入了中毒等不良状态的概念。当玩家击败全部敌人时，队伍会得到金钱，而各每个角色都分别得到各自的经验值，同时队伍还有一定几率获得怪物掉落的道具。经验值可以提升角色的等级，升级会提升角色们的属性，还可能让他们习得新咒文。当队伍中有角色被击败后，便可将其送至教堂复活；当全部角色都被击败后，游戏不会结束，队伍会自动回到最近存档之处，主人公罗雷西亚王子复活，同时玩家损失手头一半的金钱。为了取得胜利，玩家必须和怪物战斗来提升他们的经验等级，并使用金钱购买更好的武器和防具。而当玩家角色将足够强大之时就能到达下一个城镇或迷宫。这将重复到玩家到达最终头目处并击败他为止。
在大多数的城镇中，和国王或神父对话就能储存游戏。和前作一样，日版游戏使用密码来记录进度，相比前作最长20个假名，因为成员人数和所持物品等数据增加的缘故，本作最长可达52个假名。如果密码中有一个假名错误或遗漏，则不能恢复到之前的进度。但相对于使用密码系统恢复进度的日版游戏，美版游戏提供了几个保存游戏的存档位，并可以复制或删除游戏存档。
《勇者斗恶龙II》以在前作《勇者斗恶龙》上做了大幅改进而著称。《勇者斗恶龙II》是系列中第一部在战斗中使用多角色和怪物的游戏，同时也是第一部使用航海船的游戏。和同年发售的《最终幻想》不同，《最终幻想》只允许玩家将船挺在港口，《勇者斗恶龙II》允许玩家在任何地方停船，这使得整个游戏世界成为了开放世界式的探索。游戏也首次允许玩家在战斗中通过使用武器发动咒文。此外，《勇者斗恶龙II》提供了多种不同类型的咒文和道具以及更广大的世界。游戏还在前作的道具管理系统上做了改进，每个角色都有独立的道具列表，且每人最多可携带8个道具，这将使玩家更加注重角色之间的道具保管。《勇者斗恶龙II》是勇者斗恶龙系列中第一个加入赌博的游戏，在游戏中玩家可以找到乐透券；游戏还是系列第一个使用多种钥匙和旅之门的作品。

## 情节
遊戲設定于《勇者鬥惡龍》情節的100年后。在前作中，传说勇者洛特的后裔打败了控制阿雷夫加德王国的邪恶龙王，让这片大陆重新获得了和平；之后他和这个国家的公主劳拉离开了阿雷夫加德，并建立了自己的王国。后来他的子嗣们建立了三个繁荣的王国。一个世纪的和平随着邪恶的大神官哈根攻击蒙布尔克城而突然结束。一个在战斗中幸存的士兵前去罗雷西亚王国，他用最后的力气告诉国王邪恶大神官哈根灭蒙布尔克的惨状。国王命令他的儿子，作为洛特后代的罗雷西亚王子去打败哈根。
王子独自一人开始了冒险，但随后两个兄妹——魔法战士撒玛多利亚王子和魔法师蒙布尔克公主——加入了队伍。在罗雷西亚王子寻找撒玛多利亚王子期间，撒玛多利亚王子也开始了消灭哈根的旅行。之后两人救出了被变成狗蒙布尔克城的公主，她也加入了消灭哈根队伍。在旅途中，三人获得了一条船，并得以渡海访问新大陆，其中就包括初代《勇者斗恶龙》情节所发生的阿雷夫加德大陆。在这里他们遇见了初代反派龙王的孙子，小龙王告诉一行关于五个纹章的重要信息。在集齐隐藏在世界各处的五个纹章后，一行得到了可以破解哈根的幻象卢比斯护符，并前往哈根所在的隆达尔基亚高原。在一行人击败哈根之后，他用生命召唤出了破坏神西多。在打败西多后，世界恢复了和平，罗雷西亚国王将王位让给了王子。

## 开发
在首作《勇者斗恶龙》发行后不到一年的1987年1月26日，《勇者斗恶龙II》在日本发售。如同其它本传游戏，《勇者斗恶龙II》由堀井雄二编剧，漫画《七龙珠》作者鸟山明作画，椙山浩一谱曲。《勇者斗恶龙》的共同创作者Chunsoft总裁中村光一监制游戏，并承担了一半的程序工作。和前作相比，游戏在几乎各方面都做了改进。游戏是最早引入团队系统的日式角色扮演游戏之一；堀井雄二相信许多《勇者斗恶龙II》玩家之前没有玩过《勇者斗恶龙》，因而决定让玩家先操作单个角色，然后再寻找其他的队员，逐渐控制多个角色。
日版游戏以一个受伤的蒙布尔克士兵到达罗雷西亚请求国王帮助的对话开场，但在北美NES版游戏中加入了蒙布尔克毁灭剧情的开场对话。该作发售後，相关书籍和杂志说有些内容因容量关系而被刪除，现存的游戏ROM中仍保存了部分残留下的数据。而由于游戏开发时间紧张，游戏没有完全测试，导致游戏从中盘开始变得相当困难。北美NES版游戏使用了和前作相同质量的画面，但这相对于日版原版游戏有所提升。为了体现中古风格，美版《勇者斗恶龙II》的对话使用了中古英语，同时台词内容和日文原版有大量不同。与其前作一样，美版游戏受到了一些宗教审查，比如日版死亡角色的图像是画有十字架的棺材，而美版改为了幽灵般的图像。
後來Game Boy Advance游戏《勇者斗恶龙怪兽篇 旅团之心》使用了《勇者鬥惡龍II》的世界地圖。该游戏主角為《勇者斗恶龙VII》中的角色基法。

### 重制
《勇者斗恶龙II》于1988年2月移植到MSX平台，然而移植版存在很多问题，如不流畅的画面滚动、角色图像被黑色背景包围、糟糕的图像以及迟缓的战斗和菜单。MSX2移植版于1988年5月在日本发行。
1993年12月18日，《勇者斗恶龙II》和《勇者斗恶龙》的增强重制版作为合辑以“勇者斗恶龙I·II”为名在日本超级任天堂平台发行，重制版使用了《勇者斗恶龙V》的引擎。超级任天堂版除提升了画面和音效外，还在游戏系统上进行了改进。重制版使用了更智能的攻击系统：回合开始前设定的攻击目标被其他角色击败后，该角色将会自动攻击其它敌人，而非像FC版一样不做行动。如同遊戲其续作，玩家可從罐子和衣柜中找到提升能力的道具。此外重制版增加了少量新剧本。
1999年，《勇者斗恶龙I·II》在日本Game Boy Color平台发行，遊戲還同时支持在Game Boy平台运行。除了画面质量较低外，该重制版和超级任天堂版十分相似。然而Game Boy重制版较NES版画质进行了提升，并根據Game Boy機能修改了背景人物图像；此外遊戲還加入了开场动画。Game Boy Color版新增加了中断存档功能，玩家可以在任何地方储存进度，在复位Game Boy前玩家都可以恢复进度。游戏同时在经验值和升级平衡性方面做了调整。游戏北美本地化版于2000年发售，是第一个在北美重制的勇者斗恶龙游戏。為使遊戲更好理解，艾尼克斯在北美本地化中重新翻譯了劇本。由于NES原版的译名产生了大量的困扰，主角和城镇使用了更为接近日版原名的新译名：传说勇者洛特的NES版名称“Erdirck”改译为“Loto”，城堡罗雷西亚的名称“Midenhall”被重新翻译为“Lorasia”。
《勇者斗恶龙II》于2005年被移植於日本手机平台。相比于前作《勇者斗恶龙》的移植版，其容量增大到原來的四倍；而由于容量限制，游戏文件被分割为两部分。第一部分预置于手机中，第二部分则可以免费下载；世界地图由一个预置的PDF文件提供。2006年，《勇者斗恶龙II》在更多品牌的手机上发行。
2011年9月15日，游戏的FC版与超级任天堂版连同《勇者斗恶龙》和《勇者斗恶龙III》作为合辑——《勇者斗恶龙25周年纪念 Famicom & Super Famicom 勇者斗恶龙I·II·III》——在日本Wii平台發行。合辑增加了游戏快速存档功能，玩家可以在任何时间暂停游戏，然而快速存档会在游戏恢复之时被删除。合辑还收录了游戏原版攻略手册的复件，以及原画和游戏开发材料。
2013年10月，史克威尔宣布游戏将复刻于iOS和Android平台，游戏于2014年6月26日在日本发行。

## 其它媒体
和系列其它本传游戏相似，《勇者斗恶龙II》被改编为小说和游戏书。《小说 勇者斗恶龙II》由高屋敷英夫编写并出版于1989年，小说之后于1991年和2000年再版。《游戏书 勇者斗恶龙II》也发行于1989年。1999年，艾尼克斯发行了两卷《Game Boy勇者斗恶龙I·II 4格漫画剧场迷你百科全书》。

### 音乐
游戏音乐由椙山浩一作曲并指挥。
《勇者斗恶龙II》的首张专辑《组曲 勇者斗恶龙II 恶灵的众神》发行于1987年2月。其收录了10首管弦版乐曲以及25分钟的“原声小说”（Original Sound Story）；组曲由东京弦乐团演奏。这些音乐的风格包括古典风格和爵士风格。在1987年8月20日举办的首场“家庭古典音乐会”上，东京弦乐团演奏了《勇者斗恶龙》和《勇者斗恶龙II》的音乐。之后在1987年10月，音乐会录音以“勇者斗恶龙在音乐会”为名发行了交响组曲CD。《勇者斗恶龙II》的音乐还以钢琴CD、Drama CD和交响组曲专辑的形式发行。《勇者斗恶龙II》的音乐还收录于多张音乐合辑中，包括《交响组曲 勇者斗恶龙精选辑Vol.1 ～洛特～》，三张《勇者斗恶龙游戏音乐超级选集》，《交响组曲 勇者斗恶龙 Complete CD-Box》和《交响组曲 勇者斗恶龙 按场景分类 I～IX》等。
在前作出现的阿雷夫加德大陆的世界地图上行走时，游戏将播放前作的世界地图音乐《Unknown World》。游戏输入名称和密码界面的背景音乐《Only Lonely Boy》是牧野安娜的单曲，在FC版游戏中，和一个名为安娜的游戏角色对话后，背景音乐将会变成此乐曲；音乐还用作日本职业棒球队千叶罗德海洋的助威曲。游戏片尾曲《My Road, My Journey》也是相关动画《勇者鬥惡龍 達伊的大冒險》的片尾曲。
| 勇者斗恶龙的世界 勇者斗恶龙II 恶灵的众神 | 勇者斗恶龙的世界 勇者斗恶龙II 恶灵的众神 | 勇者斗恶龙的世界 勇者斗恶龙II 恶灵的众神                             | 勇者斗恶龙的世界 勇者斗恶龙II 恶灵的众神 |
| 曲序                                     | 曲目                                     | 英文标题                                                             | 时长                                     |
| ---------------------------------------- | ---------------------------------------- | -------------------------------------------------------------------- | ---------------------------------------- |
| 1.                                       |                                          | Overture March                                                       | 1:37                                     |
| 2.                                       |                                          | Only Lonely Boy                                                      | 3:20                                     |
| 3.                                       |                                          | Château                                                              | 3:33                                     |
| 4.                                       |                                          | Town                                                                 | 1:49                                     |
| 5.                                       |                                          | Fright in Dungeon ~ Devil's Tower                                    | 3:22                                     |
| 6.                                       |                                          | Requiem                                                              | 2:14                                     |
| 7.                                       |                                          | Endless World                                                        | 4:17                                     |
| 8.                                       |                                          | Beyond the Waves                                                     | 2:20                                     |
| 9.                                       |                                          | Deathfight ~ Dead or Alive                                           | 2:20                                     |
| 10.                                      |                                          | My Road, My Journey                                                  | 4:04                                     |
| 11.                                      |                                          | Dragon Quest II Game Original Sound Story ~ From Opening To Finale ~ | 25:15                                    |
| 总时长：                                 | 总时长：                                 | 总时长：                                                             | 54:11                                    |

## 评价
FC版《勇者斗恶龙II》在日本获得了极大的商业成功，游戏出货约240万套，由此产生了“勇斗现象”的说法。《勇者斗恶龙II》的发行还促进了《勇者斗恶龙》的分发。在2006年《Fami通》举办的读者票选游戏史上最佳游戏中，游戏排到了第17名。
媒体通常认为《勇者斗恶龙II》修正了第一作的问题，如允许三人的队伍，使用了更大的世界、更好的图像並可携带更多的道具。其他改进还有可以重复使用的钥匙，以及由于更大的队伍和成组出现的怪物而引入的战斗策略。虽然受到8位机能的限制，但游戏音乐通常受到了好评。作为经典的RPG类型作品，游戏是值得称赞的。
日本媒体给与游戏高难度的评价。由于游戏后半期重要道具持有者拉格斯难以发现，最终迷宫隆达尔基亚山洞存在大量陷阱，以及最终头目西多会使用完全回复咒文等原因，游戏被媒体评为“最高难度的勇者斗恶龙”。制作人中村光一在电视节目采访中回应称，隆达尔基亚山洞是“根据穿过迷宫的经典技巧，而制作做成了沿着右手边墙壁一路前进，就能不落入陷阱顺利穿过迷宫，没有料到会有这样的反响”。此外，由于游戏终盘没有经过充分时间的测试，制作人员误按照自我预想的角色级别调整平衡度，最终导致游戏难度过高。
《Fami通》为超级任天堂版游戏打出了35/40分，为Game Boy版打出了30/40分。而Game Boy版在北美也获得了相当的高分，包括IGN的8.0/10分，GameSpot的9.6/10分，以及《任天堂力量》的8.0/10分。然而IGN认为Game Boy版游戏还有地方需要改进，如重制版《勇者斗恶龙II》仍然像NES版一样使用纯色的战斗背景，而非像同张卡带上的初代重制版一样配以有生气的战斗背景。游戏还获得了PRGamer的2000年度Game Boy Color奖。
重製版合輯《勇者鬥惡龍I・II》的超级任天堂和GB版在日本出货量合计達192万份。Wii版的《勇者鬥惡龍I・II・III合輯》在2011年售出了40万份。